# ويليام روس سميث
ويليام روس سميث هو سياسي كندي، ولد في 3 يناير 1857، وتوفي في 7 سبتمبر 1932. حزبياً، نشط في حزب أونتاريو المحافظ التقدمي. وقد انتخب عضو برلمان مقاطعة أونتاريو وانتخب عضو مجلس العموم الكندي.